# Відблиск
Ві́дблиск, блік — елемент світлотіні, світлова пляма на яскраво освітленій опуклій або плоскій глянсовій поверхні. Виникає внаслідок дзеркального або дзеркально-дифузного відбиття яскравого джерела світла, найчастіше сонця, на предметі.
- Також відблиском називають яскраві плями на фотографії, що виникли внаслідок перевідбиття світла в лінзах об'єктива.

- Ефект світлового відблиску часто імітується в тривимірній графіці і комп'ютерних іграх.

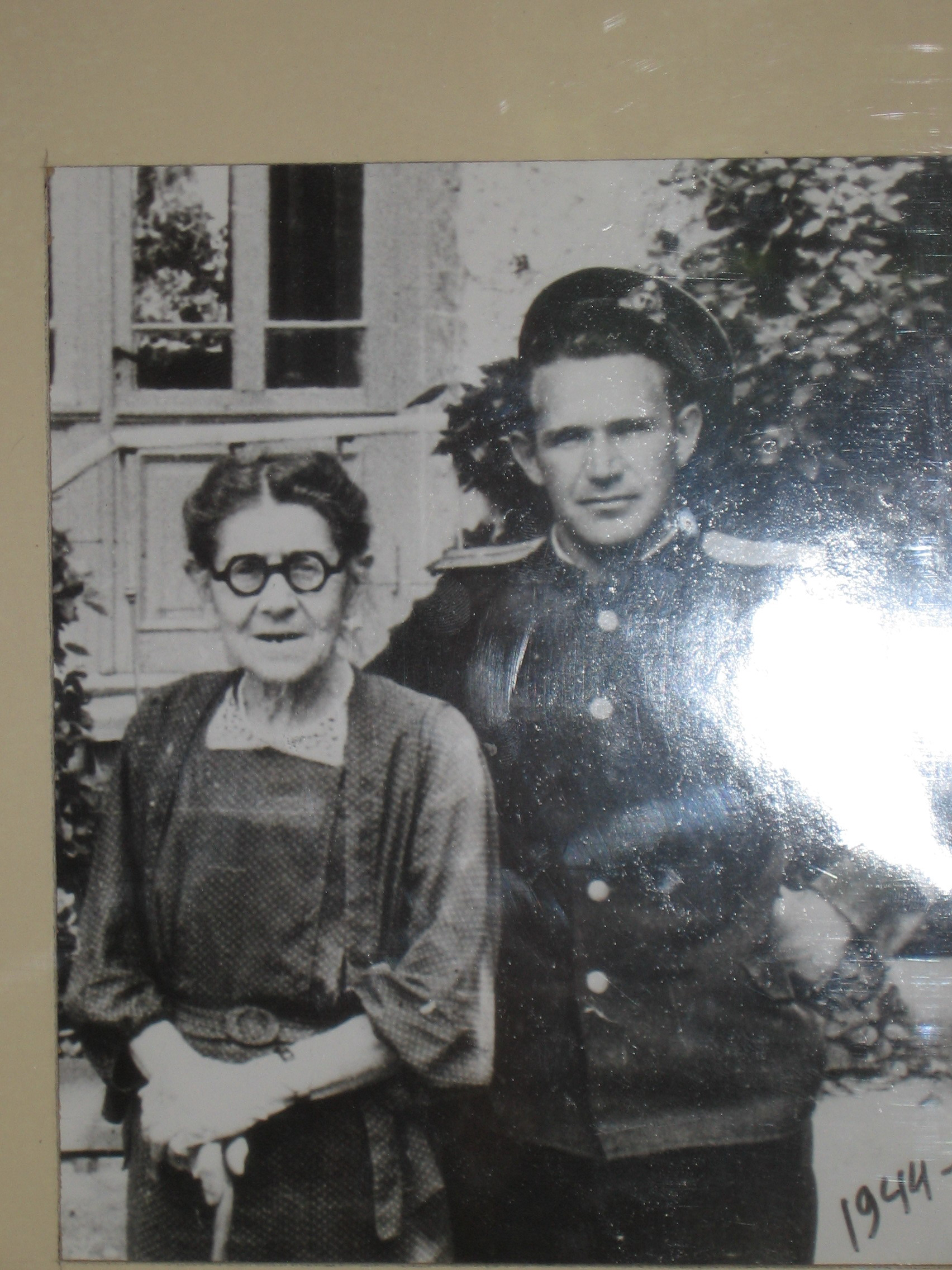
Відблиск на фотографії.